# Milomir Stakić
Milomir Stakić (Servisch: Миломир Стакић) (Marićka, 19 januari 1962) is een Bosnisch-Servisch politicus die in 31 juli 2003 door het Joegoslaviëtribunaal tot levenslange gevangenisstraf werd veroordeeld wegens uitroeiing, moord, deportatie en vervolging van minderheden. Hij werd mede verantwoordelijk gehouden voor de oprichting in 1992 van detentiekampen voor Bosniërs en Kroaten. Op 22 maart 2006 is in hoger beroep zijn straf omgezet naar 40 jaar detentie.
Stakic was rechtstreeks verantwoordelijk voor de oprichting van detentiekampen voor inwoners van gemeente Prijedor in Kamp Trnopolje, Kamp Keraterm en Kamp Omarska.